# Guy Ier de Spolète
Pour les articles homonymes, voir Guy Ier.
Guy Ier de Spolète (Italien Guido di Spoleto)  vers 800 - 860) est le fils aîné de Lambert Ier de Nantes et possiblement de Rotrudis. Le site Foundation for Medieval Genealogy donne Rotrudis comme épouse du fils de Lambert Ier et frère de Guy de Spolète, Lambert II de Nantes. 

## Biographie
Il devient abbé de Mettlach en 840 à la mort de l'empereur Louis le Pieux. Il suit son père dans son exil en Italie et devient duc de Spolète en 842. 

## Règne
Par une politique astucieuse, profitant à la fois de la faiblesse du pouvoir impérial et de la position géographique favorable de son duché, il réussit à s'intégrer à la vie italienne et fonde ainsi la dynastie la plus puissante de l'Italie centrale du IXe siècle.
En 843, il intervient dans la guerre civile qui fait rage dans le duché de Bénévent, au côté d' Adalgis de Bénévent. Il a agi à plusieurs reprises comme arbitre dans cette lutte pour de hauts honoraires, mais c'est finalement le successeur de Lothaire, l'Empereur Louis II, qui a mis fin au conflit en 849. En 846, il avait repoussé les Sarrazins venus à Rome profaner l’Église Saint-Pierre et donne son nom à la zone à l'ouest de la ville où se déroula la bataille (devenue Castel di Guido). En 856, il apporte son soutien à Adémar de Salerne contre les prétentions du Comte de Capoue Landon Ier,  prend le contrôle de la vallée du Liri s'appropriant ainsi Sora, Arpino, Vicalvo et Atina.

## Union et postérité
Il est à noter qu'Adélaïde ou Itta épouse supposée de Guy Ier de Spolète n'est pas citée comme fille de Sicon de Bénévent par René Poupardin ni par la Foundation for Medieval Genealogy. Il meurt en 860 et laisse trois enfants :
- Lambert Ier de Spolète : père du duc Lambert Ier, père lui-même du duc Guy II ;
- Guy III de Spolète, empereur-roi : père de l'empereur-roi Lambert (II) ;
- [peut-être Lambert, comte de Lecce : il pourrait être le père de Guy IV] ;
- Rothilidis (- décédée après le 27 mai 884) épouse avant 863 comme seconde épouse d'Adalbert Ier de Toscane.